# Diane Bish
 (juillet 2025).
Si vous disposez d'ouvrages ou d'articles de référence ou si vous connaissez des sites web de qualité traitant du thème abordé ici, merci de compléter l'article en donnant les références utiles à sa vérifiabilité et en les liant à la section « Notes et références ».
Diane Bish, née le 25 mai 1941 à Wichita au Kansas (États-Unis), est une organiste, concertiste, compositrice et productrice de télévision américaine.

## Biographie
Diane Bish naît le 25 mai 1941. Elle commence le piano à 6 ans et l’étude de l’orgue à 14 ans, d’abord avec Dorothy Addy et ensuite avec Mildred Andrews. En 1959, elle obtient son diplôme de la Wichita High School East (Kansas).
Elle obtient une bourse Fulbright pour aller étudier avec Gustav Leonhardt à Amsterdam, et une autre du gouvernement français pour suivre l’enseignement de Nadia Boulanger et Marie-Claire Alain à Paris.
De 1971 à 1991 elle est organiste à la Coral Ridge Presbyterian Church de Fort Lauderdale (Floride), où elle fait installer un gigantesque orgue Ruffatti (1974).
En 1982, elle met sur pied la populaire série télévisée «The Joy of Music», qu’elle produit et anime en plus d’enregistrer elle-même des centaines de pièces sur des orgues d’Amérique, mais surtout sur certains des plus beaux instruments européens qu’elle fait découvrir au public américain.
Elle est consultante pour la firme Allen qui conçoit et fabrique des orgues numériques.
Diane Bish est reconnue pour sa virtuosité, son jeu articulé, ses registrations colorées mais aussi ses tenues voyantes.

## Honneurs
En 1989, elle reçoit la National Citation, la plus haute décoration octroyée par la National Federation of Music Clubs of America pour « la qualité des services rendus à la vie musicale, artistique et culturelle du pays » (« for distinguished service to the musical, artistic, and cultural life of the nation »). Leonard Bernstein, Eugene Ormandy, Van Cliburn, Robert Shaw et Irving Berlin ont aussi reçu cet honneur.